# كابسيتابين
كابيسيتابين، التي تباع تحت اسم العلامة التجارية زيلودا وغيرها، هو العلاج الكيميائي المستخدم لعلاج سرطان الثدي , سرطان المعدة وسرطان القولون والمستقيم. لسرطان الثدي غالبًا ما تستخدم جنبًا إلى جنب مع دوسيتاكسيل. تؤخذ عن طريق الفم.
وتشمل الآثار الجانبية الشائعة آلام في البطن، والتقيؤ، والإسهال، والضعف، والطفح الجلدي. وتشمل الآثار الجانبية الشديدة الأخرى مشاكل تخثر الدم، وتفاعلات الحساسية، ومشاكل في القلب، وانخفاض عدد خلايا الدم. لا ينصح بأخذها للأشخاص الذين يعانون من القصور الكلوي.
الاستخدام أثناء الحمل قد يؤدي إلى ضرر على الطفل. يتم تحويل كابيسيتابين، داخل الجسم، إلى 5 فلوروراسيل (5-فو) التي من خلالها يعمل. وهو ينتمي إلى فئة من الأدوية المعروفة باسم فلوروبيريميدينس، والذي يتضمن أيضا 5-فلورويوراسيل وتيغافور.
حصل دواء كابيسيتابين على براءة اختراع في عام 1992 وتمت الموافقة على استخدامه طبياً في عام 1998. وهو مدرج على قائمة الأدوية الأساسية لمنظمة الصحة العالمية، ويعد من الأدوية الأكثر فعاليةً وآمناً اللازمة في نظام الرعاية الصحي. التكلفة الاجمالية في دول العالم النامي حوالي 122.64 إلى 195.66 دولار لكل دورة من الأدوية. و يكلف هيئة الخدمات الصحية الوطنية في المملكة المتحدة حوالي 210.67 £ لكل دورة. في الولايات المتحدة يكلف حوالي 1,892.00 دولار أمريكي اعتبارًا من عام 2016.

## الاستخدامات الطبية
يستخدم لعلاج السرطانات التالية:
- سرطان القولون والمستقيم (إما كعلاج المواد الجديدة المعالجة مع الإشعاع، العلاج المساعد أو للحالات المنتشرة )
- سرطان الثدي (العلاج المتنقل أو كعلاج وحيد / العلاج بالموجات فوق الصوتية؛ وهذا مرخص كعلاج الخط الثاني في المملكة المتحدة)
- سرطان المعدة (خارج التسمية في الولايات المتحدة، وهذا هو مؤشر مرخص في المملكة المتحدة)
- سرطان المريء (خارج التسمية في الولايات المتحدة)

## الأثار السلبية
الاثار السلبية من خلال معدلات التكرار
```
:
```

شائع جداً ( > 10% تكرار )
- فقدان الشهية
- إسهال
- قيء
- غثيان
- التهاب الفم
- وجع بطن
- إعياء
- ضعف
- متلازمة اليد والقدم [16]
- استسقاء
- حمة
- ألم
- صداع الراس
- تساقط الشعر
- التهاب الجلد
- عسر الهضم
- ضيق في التنفس
- تهيج العين
- كبت نخاع العظم

الملاحظة 1 على الأثار السلبية : تشمل: فقر الدم، قلة اللمفاويات ,قلة الخلايا المتعادلة ونقص الصفيحات .

### موانع الاستعمال
موانع الاستعمال تشمل :
- فرط الحساسية للفلوروراسيل، كابيسيتابين أو أي من سواغها
- نقص انزيم ( داي هيدرو بيريميدين ديهايدروجينايز )
- الحمل والرضاعة
- قلة الكريات البيض الشديدة، قلة الخلايا المتعادلة، أو نقص الصفيحات
- ضعف كبدي حاد أو القصور الكلوي الحاد
- استخدام العلاج مع سوريفودين أو نظائره ذات الصلة الكيميائية، مثل بريفودين .

### التفاعلات الدوائية
يتفاعل هذا الدواء مع:
- سيرفيوداين، أو نظائره، مثل : بيورفيوداين .
- ركائزسيتوكروم بي 2 سي 9 ، بما في ذلك، الوارفارين وغيرها من مضادات التخثرمن مشتقات الكومارين .
- الفينيتوين، لأنه يزيد من تركيزات البلازما من الفينيتوين.
- فولينات الكالسيوم قد تتعزز الآثار العلاجية للكابيسيتابين عن طريق التآزر مع مستقلبه، 5-فو. كما يمكن أن يسبب هذا التآزر إسهال أكثر حدة [10]

### علم الوراثة الدوائي
إنزيم ( داي هيدروبيريميدين ديهايدروجينايز ) أو ( دي بي دي ) هو المسؤول عن ازالة سمية نواتج أيض مركبات الفلوريوبيريميدينايس، وهي فئة من الأدوية التي تشمل كابيسيتابين، 5 فلوروراسيل وتيغافور.
يمكن أن تؤدي الاختلافات الجينية داخل الجين دي بي دي (دي بي واي دي ) إلى انخفاض أو غياب نشاط ( دي بي دي ) ، والأفراد الذين يتغايرون الزيجوت أو متماثلون الزيجوت وفقاً لهذه الاختلافات قد يكون لديهم نقص جزئي أو كامل في انزيم ( دي بي دي ) ؛ ويقدر أن 0.2٪ من الأفراد لديهم نقص كامل انزيم ( دي بي دي ). أولئك الذين يعانون من نقصانزيم ( دي بي دي ) جزئي أو كامل لديهم خطر متزايد بشكل كبير من سمية الدواء القاتلة أو حتى المميتة عند التعامل مع فلوروبيريميدينس. ومن الأمثلة على السمية تشمل كبت النخاع والسموم العصبية ومتلازمة اليد والقدم.

## آلية العمل
يتم تحويل كابيسيتابين إلى 5-فو الذي بدوره هو مثبط لإنزيم ( ثيميديلات سينثاز) ، وبالتالي تثبيط توليف ثيميدين مونوفوسفهات (ثمب)، الشكل النشط من الثيميدين وهو مطلوب لتكوين الحمض النووي.

## المجتمع والثقافة
أحد من الأسماء التجارية هي زيلودا، ويتم تسويقها من قبل جيننتيش .

## روابط خارجية
- Xeloda.com (patient information, tools, and resources)